# Egon Pearson
Egon Sharpe Pearson (ur. 1895, zm. 1980) – brytyjski statystyk, syn Karla Pearsona. Współtwórca  lematu Neymana-Pearsona. Zajmował się problematyką testowania hipotez statystycznych. Przez wiele lat współpracował z Jerzym Neymanem. W latach 1955–1957 pełnił funkcję przewodniczącego Królewskiego Towarzystwa Statystycznego. Był również członkiem Royal Society w Londynie i laureatem Medalu Guya (1955).